# Protestas en Irán de 2017-2018
Las protestas en Irán de 2017-2018 fueron una serie de protestas que se producen en Irán desde el 28 de diciembre de 2017. Las protestas se iniciaron en Mashhad y se extendieron por el resto del país durante los días siguientes. Las protestas se iniciaron en contra de las políticas económicas del gobierno, pero evolucionaron rápidamente a una dimensión política con exigencias como la destitución del Líder Supremo Alí Jamenei, el retorno del sah o cambios en la política exterior. El 3 de enero de 2018 hubo marchas en apoyo el gobierno de diferentes ciudades del país.
Las protestas se volvieron violentas en algunas partes, atacando las estaciones de policía, el ejército y las instalaciones, quemando automóviles e iniciando incendios. Desde el 2 de enero de 2018, veintiún manifestantes y un miembro de la fuerza de seguridad han fallecido. Además, 550 manifestantes han sido arrestados.[cita requerida]

## Antecedentes
En la primavera de 2017, Hasán Rouhaní fue reelegido presidente de la República Islámica de Irán. Su gobierno había logrado reducir la inflación a menos del 10%, mientras que era un 40% bajo la presidencia de Mahmud Ahmadineyad; por otro lado, el desempleo sigue afectando al 12,5% de la población activa, de la cual el 27% corresponde a los jóvenes. El acuerdo nuclear de Irán alcanzado en 2015 no produjo una mejora en las condiciones de vida esperadas. El cierre de las compañías de crédito, que se están desmoronando debido a las deudas, también está causando un gran descontento.
Según Armin Arefi, periodista de Le Point:
```

```

"Para revivir la economía iraní y atraer inversores extranjeros, Hassan Rohani anunció en diciembre en la presentación del presupuesto del gobierno para el Año Nuevo (desde el 21 de marzo de 2018) nuevo medidas de austeridad: una reducción en los presupuestos sociales y un aumento en los precios del combustible y los alimentos. Sin disminuir los beneficios de los poderosos fundamentos de la República Islámica. Un anuncio que ha tenido el efecto de una bomba en un país que había reelegido masivamente al presidente moderado en junio de 2017

.

## Eventos

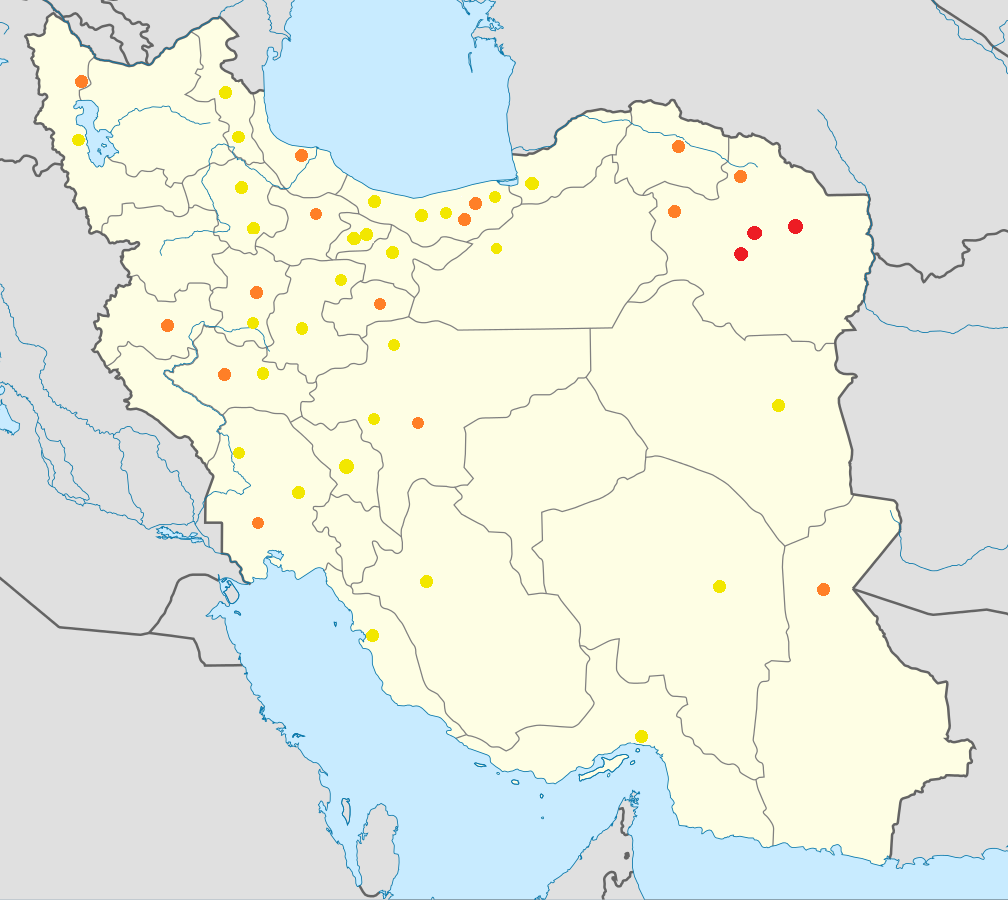
Ciudades en los días de protestas contra el gobierno:
Rojo: 28 de diciembre
Naranja: 29 de diciembre
Amarillo: 30 de diciembre

Las protestas se iniciaron el 28 de diciembre de 2017 en Mashhad, la segunda ciudad más poblada. Cientos de personas se manifestaron coreando consignas como «Muerte a Rouhani» o «Muerte al dictator» y la Policía los dispersó con carros lanza-agua. No hay constancia de qué personas u organizaciones convocaron la manifestación.
El 29 de diciembre las protestas se extendieron a otras ciudades como Rasht, Hamadán, Teherán, Qom, Kermanshah, Isfahán y continuaron en Mashhad. El número de asistentes osciló entre menos de cien y algunos miles, según la ciudad.
El 30 de diciembre las protestas continuaron, con varios miles de asistentes en Teherán, extendiéndose a otras ciudades como Shahr-e Kord, Zanyán y Saveh. Este día coincidía con las marchas a favor del gobierno en conmemoración del cese de las protestas de 2009 a las que asistieron miles de personas en Teherán. Según la televisión estatal, las marchas a favor del gobierno se realizaron en 1200 ciudades y pueblos.
En Teherán, los manifestantes son principalmente estudiantes: los mítines están confinados alrededor de la plaza Enghelab y cerca de la universidad. La mensajería de Telegram, una de las aplicaciones más usadas en Irán, está bloqueada. A partir del 2 de enero, el número de muertos es 21, incluidos 16 manifestantes; pero la ONG Iran Human Rights adelanta el número de muertes de 24. Unos días más tarde, un joven manifestante arrestado en Teherán se suicida en prisión. Sin embargo, en comparación con la represión de las manifestaciones de 2009, el uso de la fuerza por parte del régimen sigue siendo relativamente limitado. Los Guardianes de la Revolución Islámica se quedan atrás e intervienen solo en cuatro ciudades a principios de enero de 2018.
La situación es generalmente tranquila en las tardes del 2 y 3 de enero en Teherán y en la mayoría de las ciudades iraníes. Los días 3 y 4 de enero se organizan nuevas protestas a favor del régimen: decenas de miles de personas se reúnen en varias ciudades. El 3 de enero, el general Mohammad Ali Jafari, comandante en jefe del Cuerpo de la Guardia Revolucionaria Islámica, anunció el "fin de la sedición". Las protestas continúan pero fallan. Desde el 11 de enero, Amnistía Internacional afirma haber contabilizado cinco muertes bajo custodia. El gobierno iraní reconoce dos suicidios.[cita requerida]

## Repercusiones
En los primeros cuatro días de protestas, 12 manifestantes fueron asesinados en enfrentamientos con las fuerzas de seguridad. El 1 de enero, los medios estatales informaron sobre la muerte de un miembro de la fuerza de seguridad en Teherán, después de que le dispararan con un rifle de caza. Desde el 2 de enero, un total de 21 manifestantes han sido asesinados. La televisión estatal informó que seis personas murieron tras una incursión fallida en una estación de policía. Entre los muertos hay cinco personas en Qahderijan y seis en Tuyserkan.
El 9 de enero de 2018, The Guardian y Amnesty informaron que 3 detenidos habían muerto mientras estaban bajo custodia en la prisión Evin de Teherán. Amnistía Internacional informó de que otros dos detenidos habían muerto bajo custodia en Arak y Dezfoul, respectivamente. Funcionarios judiciales iraníes confirmaron la muerte de Arak y una muerte de Evin, y dijeron que las muertes fueron suicidios. El fiscal local en Arak le dijo a la agencia de noticias Mizan que las imágenes de video, que no fueron reveladas, mostraban al manifestante muerto apuñalándose con un cuchillo. 
Muchos iraníes, incluidos varios legisladores, han cuestionado la declaración de las autoridades iraníes de que dos muertes bajo custodia fueron "suicidios" y que otra muerte fue un "terrorista" que murió en enfrentamientos con las fuerzas de seguridad. Según ISNA, un grupo de legisladores pidió una investigación sobre estas muertes, diciendo que familiares y testigos habían cuestionado la línea oficial.